# Ciudad Victoria
Ciudad Victoria är en stad i östra Mexiko och är den administrativa huvudorten för delstaten Tamaulipas. Staden hade 288 759 invånare (2007), med totalt 303 899 invånare (2007) i hela kommunen på en yta av 1 638 km². Ciudad Victoria grundades den 6 oktober 1750.